# 1901 en rugby à XV
Chronologie du rugby à XV
1900 en rugby à XV - 1901 en rugby à XV - 1902 en rugby à XV
Les faits marquants de l'année 1901 en rugby à XV

## Événements

### Mars
- L'Écosse a terminé première du Tournoi britannique de rugby à XV 1901 en remportant trois victoires et la triple couronne par la même occasion. Cette victoire est la sixième d’une longue série de neuf victoires en vingt deux ans dans le tournoi, de 1886 à 1907. 
  - Article détaillé : Tournoi britannique de rugby à XV 1901

## Principaux décès